# Boris Levine (astronome)
Pour les articles homonymes, voir Levin.
Boris Ioulievich Levine, né le 26 octobre 1912 et mort le 10 avril 1989 à Moscou est un astronome russe connu pour ses travaux sur la formation du système solaire.

## Biographie
Boris Levine est diplômé de l'institut Lomonosov de physique de la Terre en 1937. Il a enseigné l'astronomie à l'institut pédagogique K. Liebknecht de Moscou de 1936 à 1941, à l'institut astronomique Sternberg de 1944 à 1949 et à l'institut de physique de la Terre Otto Schmidt de 1945 à 1973. À partir de 1974 il fait partie de l'Institut d'astronomie de l'académie des sciences de l'URSS,.
Ses principaux travaux concernent le domaine de la cosmogonie planétaire et de la physique des corps du système solaire. Au début de sa carrière il s'est principalement intéressé à la physique des météores et des comètes. Il a proposé une formule décrivant la dépendance de la luminosité des comètes à leur distance héliocentrique, ce qui a servi d'impulsion au développement du modèle de glace du noyau cométaire. À partir de 1945 il a activement participé au développement de la théorie cosmogonique de Otto Schmidt. Il a étudié la structure, la composition et l'histoire thermique de la Terre et de la Lune en partant de l'hypothèse de leur formation par accumulation d'un composant solide du nuage protoplanétaire. Il a notamment développé la question de la nature du noyau terrestre, soutenant l'hypothèse selon laquelle il serait constitué de matière métallisée. Il a avancé l'hypothèse d'une éjection importante de matière solide depuis la région de formation des planètes géantes et le rôle important de cette éjection dans l'évolution de la partie externe du nuage protoplanétaire, ainsi que dans la formation du nuage d'Oort cométaire. Il a démontré l'existence d'une limite supérieure à la vitesse géocentrique des météorites et étudié leurs orbites. Il a étudié l'origine des météorites dans le cadre des idées générales sur la formation du système planétaire. En analysant les observations de météores, il a déterminé la densité spatiale de la matière météorique à proximité de l'orbite terrestre et a évalué le risque météorique pour les engins spatiaux. Plusieurs de ses travaux portent sur la dynamique stellaire. En 1950, avec Lev Gourevich (ru), il a démontré la possibilité de formation de vastes systèmes d'étoiles doubles par capture dans des amas d'étoiles.
Il a été rédacteur en chef de la revue « The Astrophysical Journal Letters » de 1974 à 1989.

## Publications
- (ru) Levin, B. Yu., Физическая теория метеоров и метеорное вещество в Солнечной системе (Physical Theory of Meteors and Meteoric Matter in the Solar System), Doklady Akademii Nauk SSSR,‎ 1956

## Distinctions
- Médaille d'or Kepler de l'association américaine pour l'avancement des sciences (1971).
- Médaille Leonard de l'American Meteor Society (1984).
- Il a donné son nom à l'astéroïde (2076) Levin.